# كورنيليوس إل. ريد
كورنيليوس إل. ريد (بالإنجليزية: Cornelius L. Reid)‏ هو معلم موسيقى أمريكي، ولد في 7 فبراير 1911 في جيرسي سيتي في الولايات المتحدة، وتوفي في 3 فبراير 2008 في نيويورك في الولايات المتحدة.